# Sebdou
Sebdou (în arabă سبدو) este o comună din provincia Tlemcen, Algeria.
Populația comunei este de 39.800 locuitori (2008).